# Adrián López Rodríguez
Adrián López Rodríguez, ook wel bekend als Piscu, (As Pontes de García Rodríguez, 25 februari 1987) is een Spaans betaald voetballer die uitkomt voor Montreal Impact in de Major League Soccer.

## Clubcarrière
López doorliep de jeugd van Deportivo La Coruña en speelde van 2006 tot 2008 in het B-team van de club. In het seizoen 2007/08 stroomde hij door naar het eerste team en profiteerde hij van een blessure van Alberto Lopo waardoor hij vijftien basisplaatsen ontving. Op 22 februari 2009 maakte hij tegen Valencia zijn eerste doelpunt voor de club. 
In de zomer van 2010 verlengde Deportivo la Coruña zijn contract. López, die het contract zelf niet had getekend, was in de veronderstelling dat hij transfervrij was en kwam niet opdagen op trainingen van de club. Terwijl de FIFA zich over de kwestie boog trainde López mee met Premier League club Wigan Athletic. De FIFA concludeerde dat het contract ongeldig is waardoor López transfervrij was. Op 21 december 2010 tekende hij bij Wigan. Hij maakte zijn debuut op 8 januari 2011 tegen Hull City in de FA Cup. Op 5 maart maakte hij in een met 1-0 verloren wedstrijd tegen Manchester City zijn competitiedebuut. 
Op 26 juli 2013 tekende hij bij het Canadese Montreal Impact. Hij maakte zijn debuut op 21 augustus tegen Heredia in de CONCACAF Champions League. De wedstrijd werd met 1-0 verloren en López werd met rood van het veld afgestuurd na een overtreding op Charles Córdoba. Vervolgens liep hij op de training een zware knieblessure op waardoor hij uitgeschakeld was voor de rest van het seizoen.